# Марин Міок
Марин Міок (серб. Марин Миок; нар. 19 листопада 1985, Белград, Сербія) — сербський футболіст, півзахисник.

## Життєпис
Вихованець белградської «Црвени Звезди», проте через величезну конкуренцію в гранді югославського футболу пробитися до першої команди не зумів. Частину сезону відіграв у нижчолігових «Радничках» (Пирот) (3 матчі, 1 гол). Потім виступав в іншому белградському клубі «Графичар» (Белград). У 2005 році перейшов до сімферопольської «Таврії», проте в кримському клубі виступав виключно за дублюючий склад (13 матчів, 1 гол). 17 липня 2006 року отримав статус вільного агента. Потім повернувся на батьківщину, де провів півтора сезони у клубі сербської Суперліги «Банат» (20 матчів). У 2008 році виїхав за кордон, підписавши контракт з латвійським «Вентспілсом». Проте й у цьому клубі не зіграв жодного офіційного поєдинку. Після чого повернувся на батьківщину, де став гравцем клубу Першої ліги «Севойно Пойнт» (4 матчі). У 2010 році знову спробував закріпитися за кордоном, підписавши контракт з румунським «Оцелулом», проте як й у випадках з «Таврією» та «Вентспілсом», за першу команду не виступав. Після невдалого вояжу в Румунію повернувся додому, провів один сезон у Першій лізі за «Раднички» (Сомбор) (12 матчів, 1 гол). По завершенні сезону закінчив футбольну кар'єру.